# Chen Zhizhao
Chen Zhi-Zhao o Chen Zizhao (14 de març de 1988, Panyu, Xina) és un futbolista xinès que juga al club Beijing Guoan de Pequín, Xina, des de 2014. L'extrem va ser el primer xinès a jugar entre els millors equips de Brasil quan va ser contractat el 2012 pel club Corinthians de la ciutat de São Paulo que juga en la Sèrie A. La contractació en el futbol sud-americà va ser considerada un moviment de mercat de part del Corinthians cap al mercat xinès. A Brasil va jugar únicament cinc partits.

## Trajectòria
Chen Zhizhao originalment va començar la seva carrera futbolística jugant per a l'equip juvenil Xangai Shenhua, no obstant això no va ser capaç d'entrar en el primer equip. Ell es traslladaria al Citizen AA (equip de futbol d'Hong Kong)a l'inici de la temporada de la lliga 2007/08 per iniciar la seva carrera com a futbolista professional en la qual faria el seu debut en competició contra Lanwa Redbull en el primer partit de la temporada amb un empat 0-0. Ràpidament es va establir dins de l'equip i podria jugar en 13 partits de lliga i veure Citizen venen en segon lloc en la lliga. Al llarg de la temporada es jugaria també en tots els partits de Copa del Ciutadà i marcaria el seu primer gol en la derrota 3-1 contra Orient AA el 24 de novembre de 2007 en un partit d'Hong Kong Shield. Els seus següents objectius vindria en l'Hong Kong de la Copa FA en el qual va marcar contra AA Oriental el 10 de maig de 2008 en un partit de semifinal que els va veure guanyar 1-0. Això va ser seguit per un gol en la final de la victòria de la Copa FA contra Wofoo Tai Po el 18 de maig de 2008, que va veure guanyar Citizen 2-0. Va marcar 10 gols i va ajudar a 8 vegades en 30 aparicions, que va assegurar Nanchang estada en la màxima categoria per a la temporada que ve. Va ser votat pels afeccionats com el jugador més valuós del club en la temporada de la lliga 2010.
Chen es va traslladar de nou a la part continental de la Xina i va signar un contracte de cinc anys amb el Nanchang Hengyuan el 26 de febrer de 2009. Va marcar tres gols com Nanchang va acabar segon en la Lliga Xinesa One i va aconseguir l'ascens a la màxima categoria per primera vegada. Chen primera Súper temporada de la Lliga era una fantasia. Va marcar 10 gols i va ajudar a 8 vegades en 30 aparicions, que va assegurar Nanchang estada en la màxima categoria per a la temporada que ve. Va ser votat pels afeccionats com el jugador més valuós del club en la temporada de la lliga 2010.
Chen estava vinculada amb la Lliga de Portugal costat d'Honra CD Trofense el gener de 2011. Trofense estava interessat amb Chen, però Nanchang Hengyuan bloquejat aquesta transferència. Segons el contracte de Chen amb Nanchang Hengyuan el 26 de febrer de 2009, si un club de futbol no xinès va proporcionar una oferta de 200.000 ? (o superior) para ell abans del 26 de febrer de 2011, després de Nanchang acceptarien la transferència sense cap condició. Nanchang Hengyuan va insistir que ? 200.000 va ser proporcionada per l'agència de Chen en lloc que el club portuguès, a més, en el nou contracte que va signar a principis de 2010, no es refereix cada contracte, per la qual cosa tenia raons suficients per bloquejar la transferència. Chen es va negar a tornar després d'aquest incident Nanchang. Ell no va fer cap aparició en la temporada de la lliga de 2011 i va jugar en Panyu Pearl, un equip de futbol sala a la seva ciutat natal en el seu lloc.
El febrer de 2012, Chen va ser cedit al Campionat Brasileiro Sèrie A amb el Corinthians fins al 31 de desembre de 2013. Va fer el seu debut en el Corinthians en la victòria per 2-0 davant el Cruzeiro, el 17 d'octubre de 2012, substituint a Welder en el minut 80. Després de jugar solament cinc partits en dues temporades a Brasil on va fer una única assistència, el davanter Chen va tornar a la Xina al club Beijing Guoan en 2014.

## Clubs
| Club                   | País            | Any            |
| ---------------------- | --------------- | -------------- |
| Citizen AA             | Hong Kong       | 2007 - 2009    |
| Nanchang Hengyuan F.C. | R.P. de la Xina | 2009 - 2011    |
| Corinthians            | Brasil          | 2012 - 2014    |
| Beijing Guoan          | R.P. de la Xina | 2014 - Present |

## Palmarès

### Copes nacionals
| Títol            | Equip (*)  | Seu       | Any  |
| ---------------- | ---------- | --------- | ---- |
| Hong Kong FA Cup | Citizen AA | Hong Kong | 2008 |